# Rivelatore microchannel plate
Un rivelatore microchannel plate (MCP) o rivelatore a piatto di microcanali (microchannel plate detector in inglese) è un componente planare usato nei rivelatori di particelle (ioni e elettroni). È un tipo di elettromoltiplicatore a dinodo continuo.
Trova largo impiego in spettrometria di massa.